# Neva Have 2 Worry
Neva Have 2 Worry är den andra singeln från Snoop Dogg's nionde studioalbum, Ego Trippin'. I låten medverkar även Uncle Chucc, men han är inte krediterad. 
Musikvideon regisserades av Rik Cordero, och är 7 minuter och 37 sekunder lång. 